# Blaptica dubia

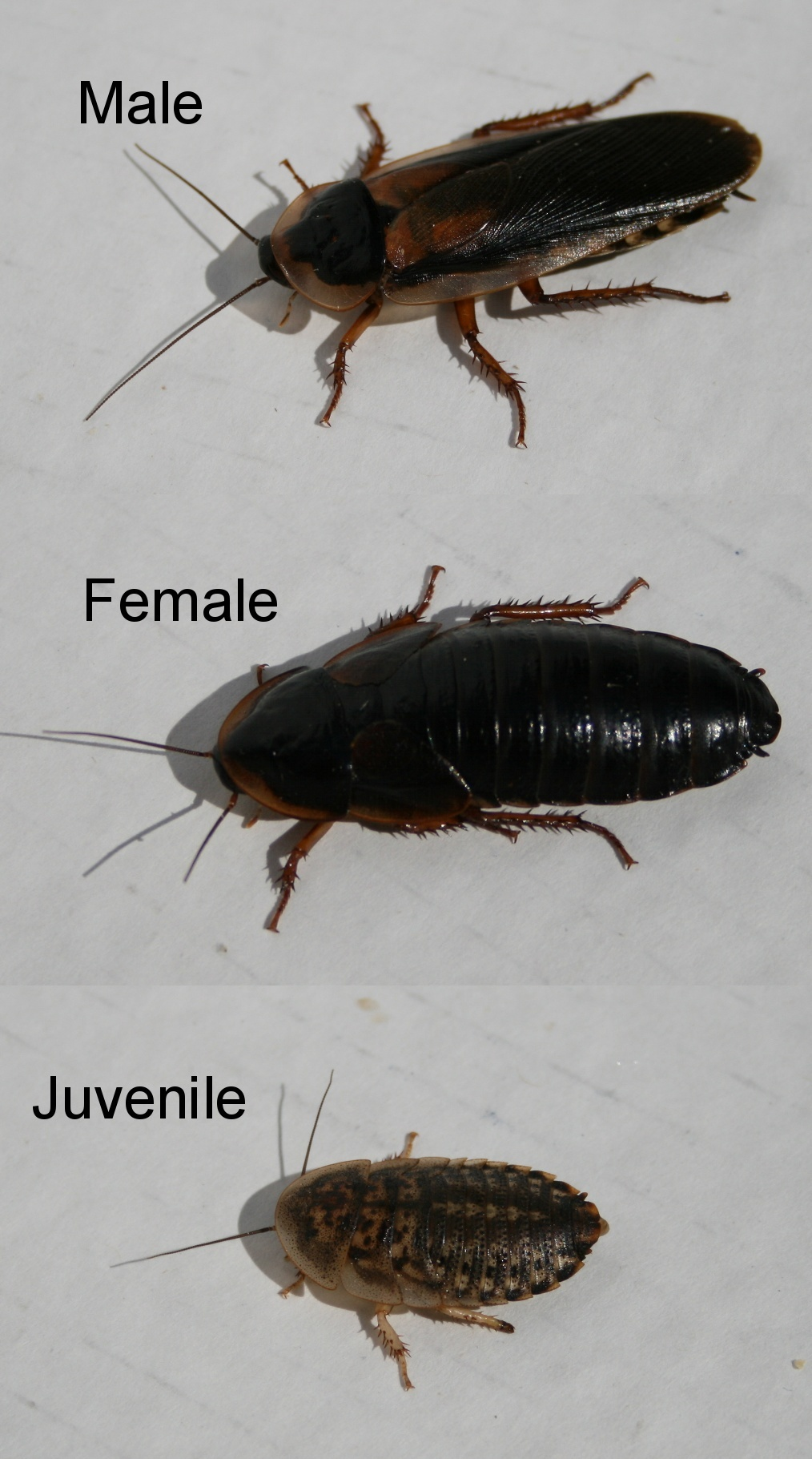
Cucaracha argentina: macho adulto, hembra adulta, juvenil.

La cucaracha dubia (Blaptica dubia), también conocida como cucaracha naranja amanchonada, cucaracha manchada de Guyana y cucaracha argentina, es una especie mediana/grande de cucaracha, midiendo cerca de 45 mm de longitud. Son  dimórficas sexualmente; el macho tiene alas, mientras la hembra solo esbozos alares.  El adulto es negro amarronado a negro con algo de ligero anaranjado en manchas o puntos y solo visibles con luz fuerte.  Aunque el macho es alado, normalmente solo alcanza a 5-10 cm en el aire; sin embargo, puede recorrer mucha más distancia. Ni adultos ni juveniles trepan por superficies lisas, los juveniles escalan los sellos de silicona en acuarios. Son prolíficos y pueden tener de 20 a 40 crías en un mes.
Se los halla en América Central y en Sudamérica: comunes desde la Guyana Francesa a Brasil y Argentina.

## Alimento y ambiente
El rango ideal de temperatura es de a 24 a 35 °C.  y no se multiplican por debajo de 20 °C.  Tampoco se fecundan con éxito si la humedad es demasiado baja; aunque toleran mejor la baja humedad que otras especies.
Es omnívora y carroñera, y particularmente gustan de alimentos dulces. Son buenos alimentos: zanahoria, manzana, naranja, lechuga (no romana), alimento para gato/can/pez, cereales.

## Uso como alimento insecto
Es muy popular  como alimento de reptiles y anfibios debido a su calidad nutritiva y su facilidad de cría comparada con los grillos. 
La dubia tiene una mejor relación de proteína digerible comparada con la de los grillos. Se alimentan en condiciones más secas y apenas producen  olor; y son tranquilas y fáciles de manipular para alimentarlas. No hacen ningún ruido, al contrario que los grillos, por lo que son mucho más interesantes que estos para su cría. También pueden sobrevivir largos periodos sin alimento.
No pueden escalar vidrio ni plástico; pero sí subir por siliconas usadas para sellar peceras.

## Ciclo de vida
- El cruce ocurre cuando el macho deposita un paquete de esperma en la hembra.  Ese paquete inhibe a la hembra a posteriores apareos.
- La hembra luego carga con un saco de huevos, y los incuba ovoviviparidad.
- La gestación es cerca de un mes (28 días)
- Las crías eclosionan dentro de la madre. Entre 20 a 40 nacen, con 2 mm  de longitud, en cada saca.
- La cría madura en cerca de 4 a 6 meses dependiendo de la temperatura y del suministro de alimento.
- El adulto vive 1 a 2 años.